# Jonathan Kakou
Jonathan Kakou (18 de diciembre de 1989) es un futbolista neocaledonio que juega como mediocampista en el AS Magenta.

## Carrera
Debutó en 2007 en el AS Auteuil de la Segunda División. En 2008 pasó al AS Lossi, donde jugó hasta que en 2010 fue fichado por el AS Magenta.

### Clubes
| Club       | País            | Año               |
| ---------- | --------------- | ----------------- |
| AS Auteuil | Nueva Caledonia | 2007 - 2008       |
| AS Lossi   | Nueva Caledonia | 2008 - 2010       |
| AS Magenta | Nueva Caledonia | 2010 - actualidad |

### Selección nacional
Jugó 5 partidos en representación de Nueva Caledonia. Entre ellos figuran los dos enfrentamientos ante Nueva Zelanda por la Copa de las Naciones de la OFC 2008. Fue convocado para la edición 2012 también.